# Hugo Dibarboure Icasuriaga
Hugo Dibarboure Icasuriaga (Florida, 1 de octubre de 1929-Montevideo, 7 de julio de 2015) fue un médico rural uruguayo, especialista en medicina interna y salud pública. Referente uruguayo para la familiar y comunitaria., 

## Biografía
Nació en la ciudad de Florida, Uruguay, el 1 de octubre de 1929. Creció en una familia numerosa, su madre era maestra y su padre farmacéutico.
Ayudante de Clase, grado 2, del Departamento de Farmacodinamia y Terapéutica de la Facultad de Medicina, por concurso de oposición, entre 1960 y 1963.
En 1963 recibió el título de médico por la Facultad de Medicina de Montevideo, de la Universidad de la República Oriental del Uruguay (UDELAR). Se formó en la época «heroica» en la que la formación de pregrado se continuaba a través de una fuerte formación clínica hospitalaria, como interno, que duraba varios años.

### Los inicios como médico de la Capilla del Sauce
Se radicó con su familia en Capilla del Sauce, pueblo ubicado en el interior rural del departamento de Florida —a 182 km de Montevideo, y a 110 km de la ciudad de Florida—. Allí practicó la medicina clínica, desde 1963 hasta febrero de 1971. Durante toda su vida laboral, sus puestos de trabajo fueron conseguidos por concurso, y nunca ejerció el multiempleo.
En Capilla del Sauce vivió con su primera esposa, también médico, y allí crecieron sus cuatro hijos mayores. Los recuerdos familiares de esta época son evocados permanentemente. La pesca en el arroyo, las caminatas, el fútbol dominical, las fotos en blanco y negro, los partos en la comunidad, las crecidas de los arroyos que cortaban el paso en las carreteras.
En su libro Historias se encuentran los más variados relatos y artículos. Desde los que hacen referencia a la vida del médico y el «hombre» en un pequeño pueblo rural, hasta los de carácter científico o de opinión, sobre la realidad del sistema de salud en Uruguay y la práctica médica en la comunidad. Destaca su capacidad de «contador», que puede verificarse tanto en la lectura de sus relatos, como en las tertulias de cada reunión o festejo, que le ofrecen una nueva oportunidad a su capacidad de mantener la atención del público.

### El compromiso social, profesional y el político
Junto a varios colegas y amigos formó parte de una dinámica y militante generación de profesionales, que destacó por el desarrollo de la actividad sindical, política y científica. Su compromiso con la realidad de las familias rurales, su situación social, económica y productiva, los desafíos profesionales en una época fermental, le llevaron a asumir un papel de liderazgo en diversas áreas del quehacer humano, profesional y político. En las elecciones de 1971 fue candidato al gobierno departamental de Florida por la coalición de izquierda Frente Amplio.
En agosto de 1974 junto a Juan Carlos Macedo, Barrett Díaz Pose y Hugo Bagnulo, funda la Revista Médica del Uruguay, publicación científica del Sindicato Médico del Uruguay. Integró el primer Consejo Editorial de la revista desde 1974 hasta 1994, salvo el período comprendido entre 1975 y 1985.
En 1975 consigue el título de Especialista en Medicina Interna (Facultad de Medicina de Montevideo, UDELAR).

### Exilio
Debido a la persecución ideológico política que sufriera, como tantos compatriotas en la década de los 70, comienza el derrotero que lo lleva primero a la Villa Cardal (1975), más tarde a Montevideo, y finalmente al exilio forzoso. Ejerció su profesión lejos de su país, primero en Venezuela y finalmente en España, desde febrero de 1978 en el Hospital de Mataró, provincia de Barcelona, llegando a ser director médico entre 1983 y 1984.
En 1977 convalida el título de Licenciado en Medicina en España. En 1980 consigue el título de Especialista en Medicina Interna por la Facultad de Medicina de la Universidad Central de Barcelona.

### Retorno al Uruguay
En 1985 con una dictadura que daba sus últimos estertores, decide regresar al paisito, sintiéndolo como un imperativo ético y afectivo, como un deber moral, una llamada a continuar la tarea. Dice Hugo: «cuando estaba allá trataba de acordarme en cuál de las dos torres de la catedral de Florida es que estaba el reloj y a veces no podía lograrlo».
En 1988 consigue la especialidad de salud pública por la Facultad de Medicina de Montevideo (UDELAR). Instalándose en Montevideo con su segunda esposa, y dos hijos nacidos al regreso al Uruguay.
El 21 de mayo de 2010 se le dedicó, en su ciudad natal, un homenaje público en la Junta Departamental por sus 80 años, como reconocimiento a su servicio a la comunidad. La sala estaba colmada mayoritariamente de pacientes de Capilla del Sauce y amigos de las más variadas franjas etarias. Falleció en Montevideo, Uruguay el 7 de julio de 2015.

## Actividad profesional
Sus actividades se desarrollaron en los ámbitos asistenciales públicos y privados, en la gestión, en la política partidaria, y la actividad sindical. El impacto más relevante y su aporte fundamental, tal vez sea, el atribuible a su actividad clínica, docente, académica y científica. La calidad y la calidez de su desempeño como médico general es un reconocido aspecto de su vida profesional que valoran tanto sus pacientes como sus colegas. Su testimonio personal y profesional lo confirma como un modelo a seguir. 
Desarrolló actividades docentes en España y en Uruguay. Él mismo refiere como estimulante el hecho recibir, como tutor, a varias generaciones de Residentes de Medicina Familiar y Comunitaria en su querida Capilla del Sauce. 
Allí, los residentes descubrían como era posible brindar una atención de salud de alta calidad, a pesar de estar en aparente condición de adversidad, por la distancia a centros urbanos y las dificultades logísticas. Con su práctica profesional daba ejemplo de que es posible conjugar una vida personal plena junto a seres queridos, con el encare de todas las facetas y responsabilidades de un médico; desde la actividad clínica cotidiana, la docencia, la extensión universitaria a la comunidad, la investigación, y la producción científica.
Un día normal de trabajo, como residente en Capilla del Sauce, partía de la extracción de sangre para luego ir al laboratorio y procesar las muestras, la atención de la demanda clínica en el consultorio sin discriminación de edades o condiciones, la discusión de las situaciones problemáticas en el almuerzo, la actividad con los usuarios fuera del consultorio, y la visita a los enfermos en su casa, que a veces terminaba en alguna invitación a cenar. Sin dejar de lado la discusión teórica, la sugerencia bibliográfica, en la que muchas veces se hacía referencia a Barbara Starfield. A la que conoció personalmente en noviembre de 2010, con motivo del I Encuentro Internacional sobre Evaluación del Primer Nivel de Atención, celebrado en Montevideo.
Intentando hacer realidad la máxima de «tratar de solucionar la mayor cantidad de problemas allí mismo donde viven las personas», una de sus preocupaciones fue la de realizar todos los controles clínicos y paraclínicos de las embarazadas en su localidad, evitando los desplazamientos innecesarios de las pacientes y familias con las consiguientes consecuencias.
Incansable y perseverante en la tarea, irreductible en la defensa de sus pacientes como personas íntegras, luchador contra el maltrato del poder médico sanitario per se contra los usuarios —un luchador por la equidad—. Alegre en la rutina, cordial en el trato, inigualable en la memoria y la evocación. Lee en varios idiomas —inglés, francés y catalán— y ha traducido textos médicos del inglés y del francés al español. Se ha convertido en una referencia permanente para los médicos generales, y para muchos colegas de otras especialidades.

### Pionero
Junto a su amigo Juan Carlos Macedo, tal vez sean los dos referentes con mayor producción científica en su medio, en su campo de praxis y conocimiento. Sus trabajos profundizan en variados aspectos de la actividad del médico de atención primaria de salud; constituyendo las primeras líneas documentadas que aportaron creación de conocimiento, y desembocó en el desarrollo de la Medicina Familiar y Comunitaria como especialidad en Uruguay.
Con Gustavo Bogliaccini, cirujano que en ese momento era miembro en la Comisión de Residencias del Ministerio de Salud Pública, determinaron la creación de la residencia de la especialidad. Principio de un largo proceso que condicionó la aceptación de la disciplina en los espacios académicos, consiguiendo que la primera residencia de Medicina Familiar y Comunitaria en Uruguay se iniciara en 1997. Se constituyeron orgullosamente, Juan Carlos Macedo y Hugo Dibarboure, en dos de los cuatro primeros tutores de residentes de la especialidad, en una época en la que no existía aún un espacio académico formal en la Facultad de Medicina para la Medicina Familiar y Comunitaria.

## Publicaciones

### Libros
- Dibarboure H, Folle LE. Estudios sobre la acción vasomotora de la quinidina. En: Libro de Homenaje al Prof. Julio C. García Otero. Montevideo: Universidad de la República; 1962. p.145-50.
- Dibarboure H. Problemas de la medicina rural uruguaya. Montevideo: Oficina del Libro; 1970.
- Dibarboure H. Capilla del Sauce. 1) La zona y su población. Montevideo: Oficina del Libro; 1971.
- Dibarboure H. Capilla del Sauce. 2) Cartas al médico. Montevideo: Oficina del Libro; 1972.
- Comisión de Sanidad de Mataró (Barcelona, España). Centro de Salud de Cerdanyola. Barcelona: Edición Comisión de Sanidad de Mataró; 1978.
- Comisión de Sanidad de Mataró. Proyecto del Centro de Salud Cirera-Molins. Barcelona: Edición Comisión de Sanidad de Mataró; 1980.
- Dibarboure-Icasuriaga, H. Atención Primaria de la Salud (Análisis de un año de trabajo médico). Montevideo: Universidad de la República; 1988. (Edición por adjudicación del premio correspondiente en el Concurso de Títulos "Colección Reencuentro". Universidad de la República, 1986).(Primer premio del Ministerio de Educación y Cultura para obras éditas, año 1988, en la categoría Investigación y Difusión Científica).
- Dibarboure-Icasuriaga H. Programa de salud en Sarandí del Yi y su zona de influencia. 1990 diciembre. Inédito.
- Dibarboure-Icasuriaga H. Historias. Montevideo: Oficina del Libro; 1996.
- Dibarboure-Icasuriaga H, Macedo JC, editores. Introducción a la Medicina Familiar. Montevideo: Universidad de la República; 1998.
- Schelotto F, et al. Formación de recursos humanos para el primer nivel de atención, utilizando la estrategia de la atención primaria de salud. Montevideo: Universidad de la República, Facultad de Medicina; 2009. Archivado el 2 de septiembre de 2009 en Wayback Machine.

### Artículos científicos
- Folle LE, González E, Dibarboure H. Acción de las soluciones hipotónicas sobre los vasos pulmonares perfundidos. Anales de la Facultad de Medicina, Uruguay. 1962; 47(5-6):305-10.
- Moreno-Camacho A, et al. Artropatía amiloidótica y Mieloma de Bence-Jones. Medicina Clínica. 1983; 212-5.
- Dibarboure H. Del especialismo a la atención médica permanente. Compendio (Montevideo). 1984; 7(1):5-9.
- Ribas A, Batlle E, Esquirol A, Dibarboure H. Encefalopatía seudopelagrosa. Revista de Neurología (Barcelona). 1986; XIV(66).
- Dibarboure-Icasuriaga H, Haretche A. Aspectos de la atención médica descentralizada en el CASMU. Distribución de usuarios y médicos. Revista Médica del Uruguay. 1988; 4:139-47.
- Dibarboure-Icasuriaga H. Pasado y presente de las instituciones de asistencia médica colectiva (IAMC). Revista Médica del Uruguay. 1989; 5:66-73.
- Paolillo E, Botta B, Cohen H, Dibarboure L, Rodríguez O, Antoniello L, Dibarboure-Icasuriaga H. Hidatidosis, un problema de atención primaria de la salud. Revista Médica del Uruguay. 1991; 7:32-7. (Premio Internacional "Miguel Benzo" 1989, otorgado por la Asociación Española de Hidatidología)
- Dibarboure-Icasuriaga H. Sobre los sistemas locales de salud (SILOS) con especial referencia a Uruguay. Revista Médica del Uruguay. 1991; 7:71-9.
- Dibarboure Icasuriaga H. Sobre la medicina - general - familiar - comunitaria. Definiciones. Revista Médica del Uruguay. 1992; 8:180-3.
- Consultor de la Administración de Servicios de Salud del Estado (ASSE) y del Fondo Nacional de Preinversiones (FONADEP). Trabajo realizado en el área de recursos humanos de ASSE, en el tema "Evaluación de la calidad de los servicios de atención médica en relación con la estructura, el proceso y resultados". ASSE. 1991 enero - junio.
- La salud en estado de mal: análisis crítico - propositivo del sistema de atención de la salud en el Uruguay. Revista de la Maestría en Salud Pública de la Universidad de Buenos Aires. 2003; I(1).
- Dibarboure Icasiriaga H, Haro L, Tessier R, Cuenca J. Control del embarazo en Capilla del Sauce (Florida, Uruguay) durante el período 1999-2003. Archivos de Ginecología y Obstetricia. 2006; 44(7 y 8). (enlace roto disponible en Internet Archive; véase el historial, la primera versión y la última).

### Comunicaciones a congresos científicos
- Dibarboure H. Problemas de la medicina rural uruguaya. I) Definiciones. Jornadas Médico-Sociales Nacionales. Ed. SMU; 1967.
- Dibarboure H. Problemas de la Medicina rural uruguaya. II) Aspectos de la formación del médico rural. Jornadas Médico-Sociales Nacionales. Ed. SMU; 1967.
- Dibarboure H. Problemas de la medicina rural uruguaya. III) La promoción de experiencias locales concertadas. Jornadas Médico-Sociales Nacionales. Ed. SMU; 1967.
- Bagnulo H, Díaz Pose B, Dibarboure H, Macedo JC, País T. Sobre la atención médica en el nivel local. VI Convención Médica Nacional. Documento n.º 9. Edición SMU; 1973 diciembre.
- Pizzannelli M, Dibarboure-Icasuriaga H. Capilla del Sauce. Sobre la población. I Jornadas de Residentes de Medicina Familiar y Comunitaria, Montevideo, 1999 septiembre.

## Distinciones
- 2014: Miembro de Honor de la Sociedad Uruguaya de Medicina Familiar y Comunitaria (SUMEFAC)
- 2014: Profesor Emérito de la Facultad de Medicina de la Universidad de la República de Uruguay[15]